# Адамс, Луиза
Луиза Кэтрин Джонсон Адамс, урождённая Луиза Кэтрин Джонсон (12 февраля 1775 — 15 мая 1852) — супруга президента Джона Куинси Адамса и Первая леди США (1825—1829).

## Биография
Родилась в Лондоне и была первой и единственной (на протяжении почти 200 лет) Первой леди, родившейся за пределами США, пока в 2017 году новой Первой леди не стала уроженка Словении Мелания Трамп. Дочь Джоша Джонсона, американского торговца, и Кэтрин Нут-Джонсон, англичанки. Её отец был родом из штата Мэриленд и служил в консульстве США в Лондоне после 1790 года. У Луизы был брат Томас и  пять сестёр: Энн, Кэролин, Гарриет, Кэтрин, Аделаида. Выросла в Лондоне и Нанте (Франция), где семья укрывалась от американской революции. В Нанте четырёхлетняя Луиза впервые встретила своего будущего мужа, который путешествовал по Франции с отцом.

## Брак и дети
Спустя несколько лет она встретилась с Адамсом в Лондоне, куда её отец был назначен американским консулом. Адамс сначала проявил интерес к её старшей сестре, но вскоре остановил свой выбор на Луизе. 26 июля 1797 года в приходе Элл Хеллоус Беркинг в Лондоне Джон Куинси Адамс, 30 лет, женился на Луизе, 22 лет. Отец Адамса, Джон Адамс, президент США, смирился с выбором сына и принял свою новую невестку. Её родители покинули Европу в 1797 году и отправились в США. Когда её отец обанкротился, президент Джон Адамс назначил его директором печати США. Он умер во Фредерике, штат Мэриленд в 1802 году от тяжёлой лихорадки и некоторых умственных проблем. Мать Луизы умерла в 1811 году и была похоронена на кладбище Рок-Крик.
В браке Джон Куинси Адамс и Луиза Адамс имели детей:
- Джордж Вашингтон Адамс (1801—1829) — адвокат и политик.
- Джон Адамс II (1803—1834) — помощник президента США.
- Чарльз Фрэнсис Адамс (1807—1886) — дипломат, публичное должностное лицо, и писатель.
- Луиза Кэтрин Адамс (1811—1812) — умерла в младенчестве.

## Супружеская жизнь

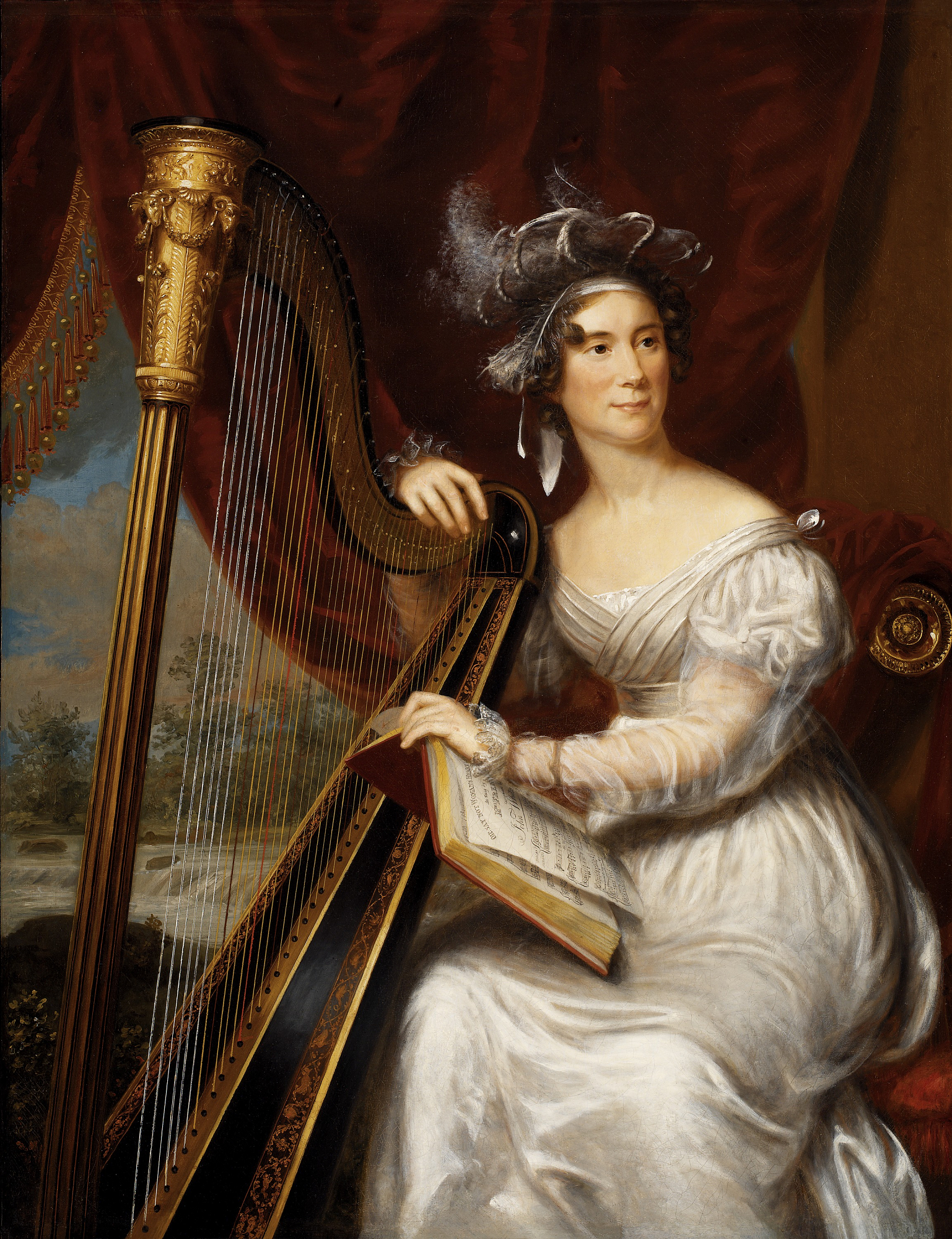
Луиза Адамс на портрете художника Чарльз Бёрд Кинга (1821/1825)

Луиза была болезненной, часто страдала от мигрени и обморочного состояния. В течение брака у неё было несколько выкидышей. В 1809 году, оставив двоих старших сыновей в Массачусетсе для получения образования, она с младшим двухлетним сыном Чарльзом сопровождала мужа в его назначении в Россию. В Петербурге супруги провели пять лет, где Адамс занимал должность американского посланника. Несмотря на роскошь царского двора, Россия супругам не очень понравилась. Луиза тяжело переносила холодные зимы, часто болела и была ограничена в средствах. Её маленькая дочь родилась в 1811 год и умерла в следующем году.
В 1814 году Адамс с радостью покинул Петербург. Он был назначен комиссаром для заключения мира с Англией, сначала он вёл переговоры в Генте, а затем в Лондоне. После чего он не вернулся в Петербург, а выписал жену в Париж. Чтобы воссоединиться с мужем, Луизе пришлось проделать сорокадневное путешествие через разорённую Европу в экипаже зимой 1815 года. Это путешествие, полное приключений, она описала для своих родственников в дневнике, который был издан её внуком в 1903 году. Вскоре они вернулась в США.
Когда в 1817 году Джон Куинси Адамс был назначен Джеймсом Монро Государственным секретарём США, его семья переехала в Вашингтон, округ Колумбия. Там Луиза держала свой дом открытым и принимала в своей гостиной дипломатов и многих знаменитостей. Вечером, по вторникам, у неё в доме играла музыка, а её театральные вечера снискали ей репутацию великолепной хозяйки.
Радость от переезда в Белый дом в 1825 году была сопряжена с ожесточёнными выборами, после чего Луиза впала в глубокую депрессию. Хотя она продолжала свои еженедельные «гостиные» вечера, она всё больше предпочитала тихие вечера, во время которых занималась чтением, сочиняла музыку и стихи и играла на арфе. Будучи Первой леди, она превратилась в затворницу и впала в депрессию. Порой она сожалела, что вышла замуж за Адамса, так как всех мужчин из его семьи находила холодными и бесчувственными. После того, когда её муж не смог переизбраться на выборах, она полагала, что они вернутся в Массачусетс навсегда, но в 1831 году Адамс начал семнадцатилетнюю службу в Палате представителей США.
Смерть двоих её старших сыновей была для неё тяжелым ударом. Джон Куинси Адамс признавался, что «в их браке было много испытаний», «различия во вкусах, и мнений по поводу ведения хозяйства и образования детей». Но добавлял, что «Луиза всегда была верной женой, и осторожной, нежной, снисходительной и бдительной матерью наших детей».
Адамс умер в Капитолии США в 1848 году, после чего она осталась в Вашингтоне до своей смерти 15 мая 1852 года в возрасте 77 лет. Была похоронена рядом с мужем в Церкви первого прихода, Куинси, Массачусетс, где уже покоились президент Джон Адамс и первая леди Абигайл Адамс (так называемая церковь президентов).

## Память
По программе однодолларовых президентских монет Монетный двор США разрешил выпуск 1/2 унциевых золотых 10 долларовых монет и дубликатов медалей в честь Первой леди США Луизы Адамс 29 мая 2008 года.

## Образ в кино
- «Джон Адамс» (2008)